# حروب الهوسيين
تضمنت حروب الهوسيين (Hussite Wars)، المعروفة أيضًا باسم الحروب البوهيمية (Bohemian Wars)، العمليات العسكرية ضد أتباع يان هوس وبين بعضهم البعض في بوهيميا والملوك المختلفين الذين سعوا لفرض سلطة الكنيسة الكاثوليكية ضد الهوسيين في الفترة من عام 1419م وحتى عام 1434م تقريباً. تميزت حروب الهوسيين بالاستخدام الواسع لأسلحة البارود المحمولة في اليد مثل مدافع اليد. وكان الهوسيون في الأساس عساكر مشاة، وساعدت العديد من الهزائم التي أوقعوها في الجيوش الكبيرة المكدسة بالفرسان المدرعين بالمعدات الثقيلة في التأثير على ثورة المشاة، لكنها في النهاية كانت حربًا غير حاسمة.

## تكتيك حصن العربات الحربية المتحركةالهوسية
في القرن 15 وخلال حروب الهوسيين، قام الهوسيون بتطوير التكتيكات العسكرية باستخدام عربات محصنة تم استخدامها لأول مرة في معركة نكمير (Nekmíř) سنة 1419م. عندما واجه جيش الهوسيون خصما متفوقا عدديا، شكلوا مربعًا من العربات المسلحة، وضَمُّوا تلك العربات إلى بعضها بسلاسل حديدية، ثم دافعوا عن التحصين الناتج ضد هجوم العدو. كان مثل هذا المعسكر من السهل تأسيسه وغير مُعرّض عملياً لهجوم فرسان العدو.
حصن العربات الحربية المتحركة الهوسية (بالتشيكية: vozová hradba)‏(بالألمانية: Wagenburg) هو تحصين متحرك ابتدعه الهوسيون، مكوّن من عدّة عربات مرتبة على شكل «مستطيل» أو «دائرة» أو أي شكل آخر، وربما يتم ربط تلك العربات مع بعضها البعض فتكون بذلك معسكراً مُرْتَجَلاً للجيش أو حصن متحرك بحسب التكتيك العسكري المطلوب.
تصطف العربات عادة لتُشكِّلَ مربعاً كبيراً، وعادة ما يكون الفرسان داخل هذا المربع أو الجيش بأكمله، فإذا اقترب العدو من العربة الحصن في أثناء المعركة، يأتي رجال القوس والبنادق من داخل العربات ويُحدثون المزيد من الإصابات في العدو من مسافة قريبة.
كما أنه توجد حجارة مُخزَّنة في حقيبة داخل العربات للرمي بها إذا نفذت الذخيرة. وبعد هذا الوابل الضخم من الرمي، يُحبط العدو من محاولة اختراق العربات.
كانت الجيوش الصليبية المُحارِبة للهوسيين عادةً ما تكون من الفرسان ذوي التدريع الثقيل، وكانت تكتيكات الهوسيين ترمي إلى تعطيل الخيول المدرعة للفرسان حتى ينزل الفارس عن جواده وحينئذ يكون الفرسان الراجلون البطيئون أهدافًا أسهل للرماة. وعندما يرى القائدُ الظرفَ مناسباً، تبدأ المرحلة الثانية من المعركة فيخرج الرجال الذين يحملون السيف والأسلحة المُعلّقة التي تشبه مدراس القمح (بالإنجليزية: Flail)‏ والحراب (بالإنجليزية: Polearm)‏ ويهاجموا العدو المُنهَك. وقد يخرج سلاح الفرسان الهوسي من وسط العربات المحصنة إلى ساحة المعركة مع المشاة ويهاجم أيضاً، وعندها يتم القضاء على العدو أو ما يقرب من ذلك.
بعد انتهاء حروب الهوسيين، استعانت بهم القوى الأجنبية مثل المجريين والبولنديين الذين واجهوا في حروبهم السابقة العربات الحربية المحصنة المتحركة للهوسيين، ذلك السلاح القوى المدمر، واستعانوا بالآلاف من المرتزقة التشيك مثل الجيش الأسود المجري للقتال معهم.
في معركة ڤارنا عام 1444م، ذُكر في المصادر إن 600 من رماة البنادق البوهيميين (التشيك) قد دافعوا عن العربات المحصنة.
في معركة كوسوڤو الثانية 1448م أقام يوحنا هونياد حصن العربات المتحركة لتحميهم من سيل القوات العثمانية.
في معركة موهاكس 1526م اقترح الضابط الپولندي لينارت جنوينسكي (بالبولندية: Lenart Gnoiński)، الذي عُين رئيسًا لهيئة الأركان العامة، إنشاء حصن متاريس العربات المتحركة "الهوسية" ولكن لم يلتفت أحد إلى اقتراحه، وقُتل في المعركة.

## كتابات أخرى
- Kaminsky, Howard. A History of the Hussite Revolution. University of California Press, 1967. ISBN 978-1-59244-631-5 (paperback, 2004).
- Turnbull, Stephen. The Hussite Wars (1419–36), Osprey Publishing, ISBN 1-84176-665-8

## وصلات خارجية
- نسخة محفوظة 7 أكتوبر 2008 على موقع واي باك مشين. Hussite Museum in Tabor -(English Version)
- Joan of Arc's Letter to the Hussites (23 March 1430) — In 1430, Joan of Arc dictated a letter threatening to lead a crusading army against the Hussites unless they returned to "the Catholic Faith and the original Light". This link contains a translation of the letter plus notes and commentary.
- Tactics of the Hussite Wars.
- The Hussite Wars
- The Bohemian War (1420–1434)
- The Crusades Wiki